# Ксантохромия
Ксантохромия (от др.-греч. ξανθός — жёлтый и др.-греч. χρώμα — цвет) — необычная окрашенность ткани или жидкости в жёлтый цвет.
Ксантохромия спинномозговой жидкости является характерным симптомом ряда заболеваний. При попадании эритроцитов в ликвор, они подвергаются лизису, то есть разрушению. Продукты распада гемоглобина придают характерный желтоватый оттенок. Встречается при целом ряде патологических состояний. Наиболее часто возникает вследствие субарахноидальных кровоизлияний. Также характерна для ряда других заболеваний, таких как опухоли и воспалительные заболевания нервной системы (менингит, энцефалит и др.).